# Hørning Kommune
Hørning Kommune i Århus Amt blev dannet ved kommunalreformen i 1970. Ved strukturreformen i 2007 blev den indlemmet i Skanderborg Kommune sammen med Galten Kommune og Ry Kommune.

## Tidligere kommuner
I starten af 1960'erne blev 2 sognekommuner lagt sammen omkring Hørning:
| Kommune         | Folketællingen november 1960 | Byer               |
| --------------- | ---------------------------- | ------------------ |
| Adslev-Mesing   | 833                          |                    |
| Blegind-Hørning | 1.517                        | Blegind og Hørning |
| I alt           | 2.350                        |                    |

Ved kommunalreformen blev endnu en sognekommune føjet til Hørning Kommune: 
| Kommune | Folketal 1. januar 1970 | Byer                   |
| ------- | ----------------------- | ---------------------- |
| Hørning | 3.469                   |                        |
| Veng    | 1.058                   | Hårby og Nørre Vissing |
| I alt   | 4.527                   |                        |

## Sogne
Følgende sogne indgik i Hørning Kommune, alle fra Hjelmslev Herred:
- Adslev Sogn
- Blegind Sogn
- Hørning Sogn
- Mesing Sogn
- Veng Sogn

## Borgmestre[4]
| Navn                | Parti             | Periode   |
| ------------------- | ----------------- | --------- |
| Svend Borgberg      | Venstre           | 1970-1974 |
| Helge Koldby-Larsen | Venstre           | 1974-1986 |
| Carsten Jacobsen    | Socialdemokratiet | 1986-2002 |
| Søren Erik Pedersen | Venstre           | 2002-2006 |